# Notable American Women, 1607-1950. A Biographical Dictionary
Notable American Women, 1607-1950. A Biographical Dictionary est un dictionnaire biographique en trois volumes publié en 1971. Ses origines remontent à 1957, lorsque les bibliothécaires, les archivistes et les professeurs du Radcliffe College commencent à étudier la nécessité d'une version du Dictionary of American Biography dédié uniquement aux femmes:xi. Il s'agit du premier grand ouvrage de référence moderne sur les biographies féminines, bien que le genre ait été courant à des époques antérieures, comme A Biographical Dictionary of the Celebrated Women Of Every Age and Country de 1804 par Matilda Betham. Il apparait lorsque les Women's studies dans les universités américaines ont suscité un grand intérêt pour la compréhension du passé des femmes. Dès sa publication, il est considéré par les universitaires comme une magnifique contribution à la compréhension du rôle des femmes dans l'histoire des États-Unis. 
Susan Ware a fait remarquer que « 1 359 entrées montraient la diversité et l'ampleur des contributions des femmes à la vie américaine, un remarquable rééquilibrage face à l'exclusion quasi totale des femmes des dictionnaires biographiques existants à l'époque et une incitation importante à poursuivre les recherches. ».
Notable American Women: The Modern Period : a Biographical Dictionary met à jour l'ensemble des sujets décédés entre 1951 et 1976. Le travail pour ce volume est un projet conjoint du Radcliffe College et de Harvard University Press financé par le National Endowment for the Humanities
En 2004, le volume 5 est publié : Notable American Women : a Biographical Dictionary Completing the Twentieth Century.